# Taniusha Mollet
Taniusha Mollet o Taniusha Capote (Venezuela, 29 de octubre de 1985) es una actriz.

## Biografía
Taniusha Mollet nació el 29 de octubre de 1985. Su padre es el abogado Pedro Mollet y su madre es la actriz Tatiana Capote. Su abuelo es el también actor Julio Capote y su tía es Marita Capote.
Taniusha debutó hace algunos años en los dramáticos y demostró tener talento para la actuación. Uno de sus primeros roles en pantalla fue interpretar a la espontánea Leticia en Soñar no cuesta nada, telenovela producida por Venevisión International.
Luego participó en las telenovelas Olvidarte jamás, Dame chocolate, y Sacrificio de mujer, en esta última compartiendo créditos con actores como Marjorie de Sousa y Luis José Santander.
Su papel en la telenovela filmada en Miami Sacrificio de mujer la mostró en un doble rol como las gemelas Gina y Marife Talamonti. Gina es una joven alocada y orgullosa, mientras que Marife por el contrario, es una muchacha tranquila y casta que está a punto de convertirse en novicia. Ambas se enfrentan por el amor de Braulio, personaje interpretado por el actor Pedro Moreno. Su trabajo en esta telenovela le trajo críticas positivas.

## Vida privada
Desde 2011 se encuentra radicada en Italia, donde vive con su esposo y sus dos hijos. Fue en el país europeo en donde dio a luz a su segundo hijo.

## Filmografía

### Telenovelas
- Sacrificio de mujer (2010-2011) .... Gina Talamonti / Marife Talamonti
- Dame chocolate (2007) .... Azucena Guadalupe Barraza Amado
- Olvidarte jamás (2006) .... Bianca Terán Montero
- Soñar no cuesta nada (telenovela) (2005-2006) .... Leticia